# Burg Schwanenburg
Die Burg Schwanenburg (lettisch Gulbenes viduslaiku pils) ist eine abgegangene Bischofsburg des Erzbistums Riga, errichtet in einer Flussschleife der Kristallitz (lettisch Krustalīce) in der livländischen Stadt Gulbene im lettischen Bezirk Gulbene.

## Geschichte
Die erste schriftliche Erwähnung erfolgte im Jahr 1416, wenngleich angenommen wird, dass Burg Schwanenburg als steinerne Grenzburg bereits 1340 während der Herrschaft des Rigaer Erzbischofs Friedrich von Pernstein erbaut wurde. Sie bildete damit zusammen mit der direkt an der Ostgrenze gelegenen Burg Marienhausen einen Verteidigungverbund gegen Russland. Als 1479 der Dauerstreit zwischen dem Erzbischof und dem Livländischen Orden eskalierte, nachdem Erzbischof Silvester Stodewescher ein Bündnis mit dem schwedischen König schloss, wurde die Burg vom Orden besetzt. 
Im Russisch-Livländischen Krieg zogen 1481 russische Truppen vier Wochen lang mordend und brandschatzend durch Livland, auch Schwanenburg war betroffen. 1489, während des Livländischen Bürgerkrieges, flüchtete der damalige Erzbischof Michael Hildebrand in die Burg Schwanenburg.
Als zu Beginn des Livländischen Krieges im Juli 1558 russische Truppen die erzbischöfliche Grenzfestung Marienhausen (Villack) angriffen, zogen die Vasallen des Erzbistums eilig 600 deutsche Reiter und 3000 lettische Soldaten bei Schwanenburg zusammen, um die Invasoren aufzuhalten. Sie wurden jedoch besiegt und zogen sich daraufhin auf Burg Ronneburg zurück. Nach dem Sieg in der Schlacht bei Tirsen 1559 wurde Burg Schwanenburg von Truppen Iwans IV. erobert und später an seinen Vasallen König Magnus von Livland übergeben. Nach dessen Verrat fiel sie 1577 erneut in die Hände russischer Truppen, welche die Burg- und Landbewohner mit äußerster Grausamkeit ermordeten oder gefangen nahmen und verschleppten. Dabei erlitt die Burg offenbar so ernste Beschädigungen, dass sie nach dem Krieg nicht wiederaufgebaut wurde. 
Nach der Eroberung von Livland übergab der schwedische König Gustav II. Adolf das Gebiet um Schwanenburg seinem General Gustaf Horn, doch nach der Schwedischen Güterreduzierung Ende des 17. Jahrhunderts ging das hier errichtete Gut wieder in den Besitz des schwedischen Staates über. 
Nach dem Großen Nordischen Krieg schenkte Kaiserin Katharina II. 1763 das Gut Schwanenburg dem russischen Feldmarschall Burkhard Christoph von Münnich, der auf er anderen Seite des Flusses das sogenannte „Weiße Schloss“ errichten ließ. 1789 ging das Gut an das einflussreiche Adelsgeschlecht von Vietinghoff. Nachdem 1802 Johann Gottlieb von Wolff das Gut übernommen hatte, ließ er östlich des neuen Schlosses das „Rote Schloss“ mit Parkanlage errichten. 
Im Jahr 1837 wurde an der Stelle der Burgruine die lutherische Gemeindekirche erbaut, zuvor wurden Ausgrabungen und Vermessungen der Ruinen durchgeführt.

## Beschreibung
Burg Schwanenburg wurde auf einem halbinselartigen Hügel errichtet, der durch eine Flussschleife des Flusses Kristallitz entstanden ist. Somit grenzte die Burg an drei Seiten (Norden, Osten, Süden) an die relativ steil abfallenden, etwa 10 m hohen Uferhänge des Flusses, der hier als natürliche Barriere diente. An der Westseite fällt der Hügel etwa 4 – 5 Meter ab.
Die Burg hatte einen fast quadratischen Grundriss mit einer Fläche von 43 × 45 m. Zunächst wurde eine ca. 2 m dicke, viereckige Verteidigungsmauer mit zwei Gebäuden errichtet, später kam in der nordöstlichen Ecke ein runder Flankierungsturm mit einem Durchmesser von 14 – 15 m hinzu; dieser entstand vermutlich ab 1479, also zur Zeit der Kriege gegen den Livländischen Orden und Russland. Die beiden Gebäude waren an der Ost- und der Südmauer angebaut und bildeten so zusammen mit der nördlichen und westlichen Burgmauer einen Innenhof. Das Burgtor befand sich in der Nordmauer.
Bei der Untersuchung des Burggeländes im Jahr 2001 wurde festgestellt, dass zum Bau der Burg hauptsächlich Findlinge und Kalkmörtel verwendet wurden.